# Cantharide de Pennsylvanie
Chauliognathus pennsylvanicus
Espèce
La Cantharide de Pennsylvanie, ou Grand cantharide jaune, (latin : Chauliognathus pennsylvanicus, anglais : Pennsylvania leatherwing,
goldenrod soldier beetle) est un Coléoptère de la famille des Cantharidae qui se rencontre dans le Nord-Est de l'Amérique du Nord.

## Description
Elle mesure entre 1 et 1,5 cm de long. La tête est étroite. Les yeux sont globuleux et saillants. Ses antennes atteignent entre 2/3 et 3/4 du corps. Son pronotum est carré, convexe et maculé d'une tache noire. Ses élytres sont étroits, un peu bombé dans la partie antérieure, et maculée d'une longue tache noire dans la partie postérieure. Son abdomen est long et noir, les segments marginés de jaune. La pointe apicale de l'abdomen est bicolore et dépasse un peu les élytres.

## Répartition
Il se rencontre depuis le Mid-Ouest américain aux Grands Lacs jusqu'au Maine.

## Habitat
Ce cantharide très commun vit dans les champs fleuris, les prés et le long des routes, particulièrement sur les sommités fleuries de certaines Apiacées et Astéracées. On peut observer des populations assez importantes en été.

## Alimentation
Il se nourrit du nectar et de pollen de nombreuses plantes, dont la Carotte sauvage et la Cicutaire, toutes deux des Apicées, l’Héliopsis, la Sylphe, la Rudbeckie et la Verge d’or, de la famille des Astéracées.

## Galerie

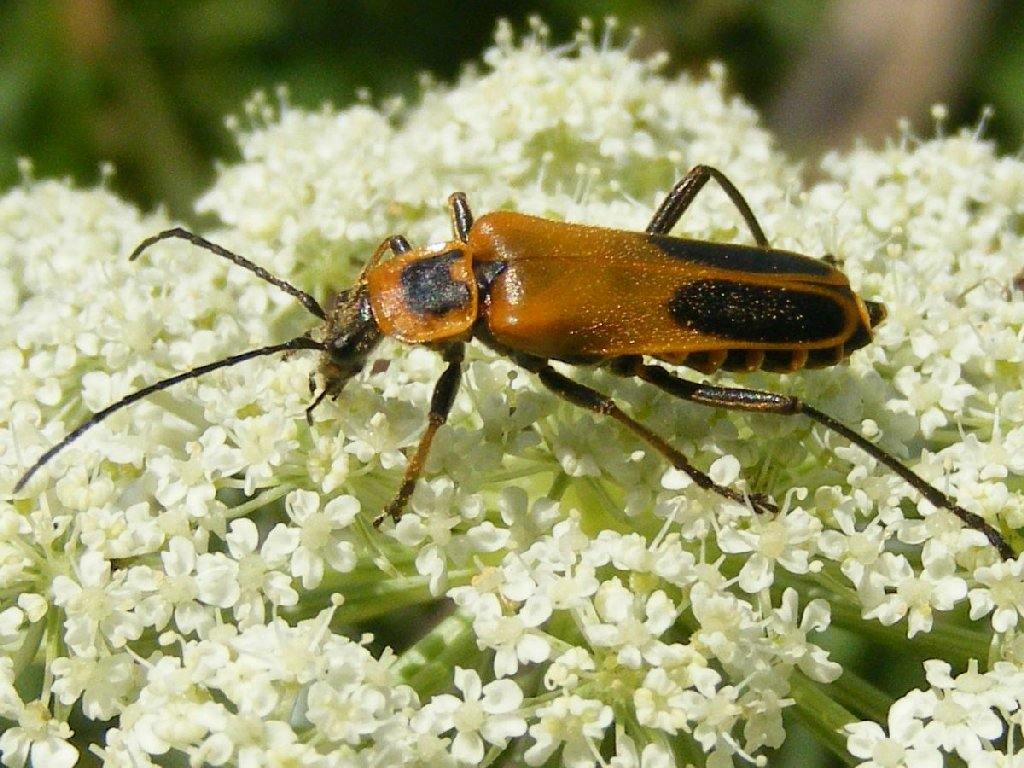
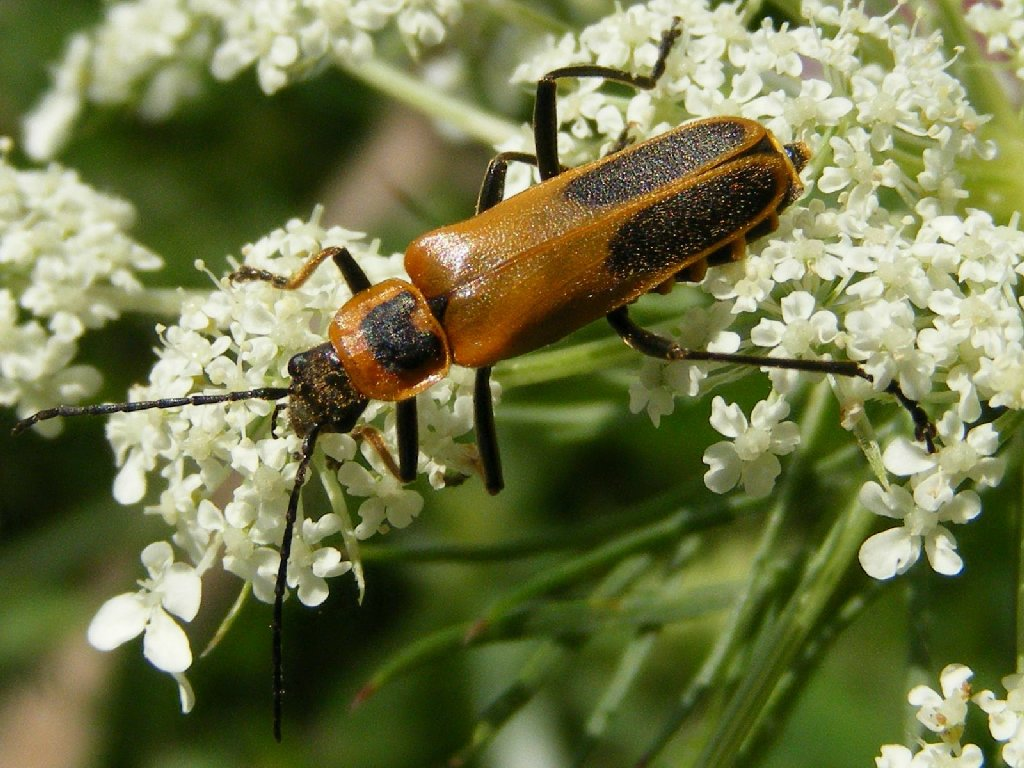
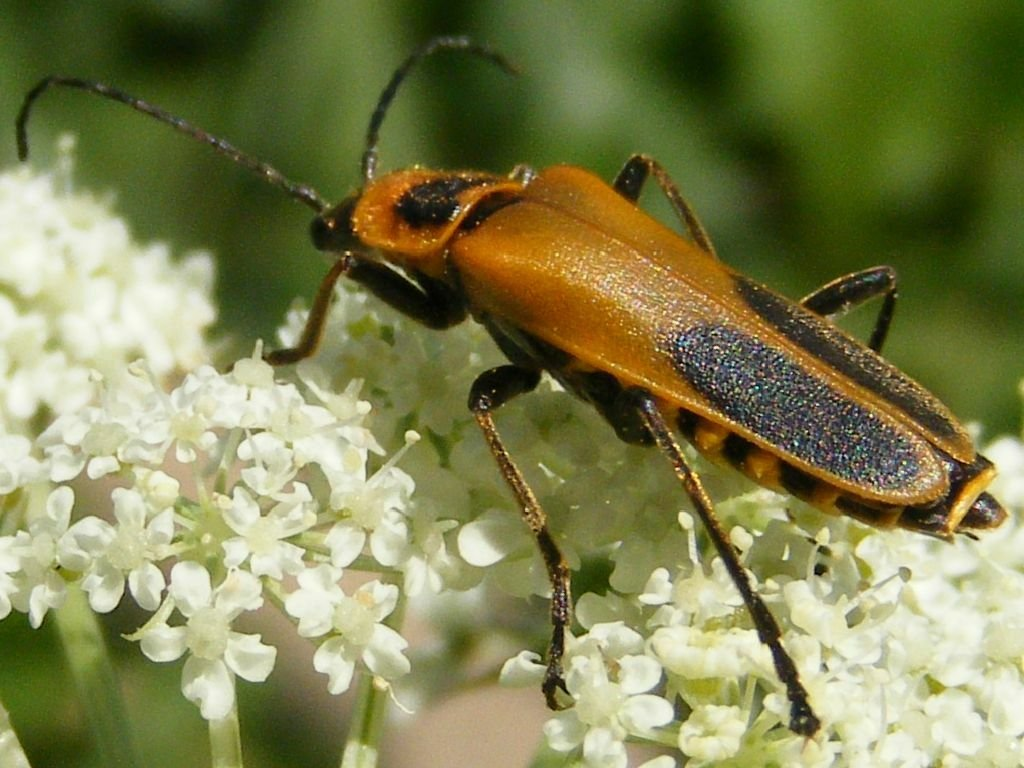